# Neobarya peltigerae
Neobarya peltigerae är en svampart som beskrevs av Lowen, Boqueras & Gómez-Bolea 2007. Neobarya peltigerae ingår i släktet Neobarya och familjen Clavicipitaceae.   Inga underarter finns listade i Catalogue of Life.